# Felicità... dove sei
Felicità... dove sei è la prima telenovela prodotta in Italia.
Realizzata a Milano nel 1985 da Rete A in 110 puntate di 30 minuti ciascuna, vede come protagonista Verónica Castro, l'attrice messicana regina del genere, che aveva ottenuto un incredibile successo in Italia grazie alla serie Anche i ricchi piangono. Il cast comprende anche Beatriz Castro (sorella di Veronica), Gerardo Amato e, in una delle sue rare prove di attore, il regista e drammaturgo Angelo Longoni.
La sigla di testa, La canzone della felicità, e quella di coda, Mi manchi, sono entrambe scritte da Toto Cutugno e cantate in italiano da Verónica Castro.

## Trama
La telenovela, un remake della messicana Paloma uscita nel 1975 (in seguito è stato realizzato anche un altro remake intitolato Mi querida Isabel, prodotto in Messico nel 1997) racconta la storia di Karina, studentessa universitaria che per mantenersi agli studi lavora in un fast food di Milano. La madre, che crede morta, in realtà è in carcere condannata ingiustamente per un omicidio che non ha commesso e questo tragico evento ha spinto il padre della ragazza all'alcolismo, mentre il fratello Gabriele è uno spiantato che vive di espedienti.
Karina è corteggiata dal compagno di università Raoul, che per lei è solo un amico, e dal ricco Daniele Agosti (Marco Marelli), rampollo di una famiglia di industriali, ma la storia è osteggiata dalla gelosissima madre di lui - la contessa Caterina - per via delle umili origini della ragazza e per questo spinge il figlio tra le braccia della ricca e spregiudicata Eugenia Montaño.
A gettare nuove ombre sulla storia tra Daniele e Karina anche un tremendo segreto del passato: anni prima il padre di Daniele venne assassinato e proprio per quel delitto la madre di Karina si trova in carcere.
Nel frattempo molte vicissitudini interessano la vita dei due innamorati come l'uscita dal carcere della madre di Karina che, temendo di non essere accettata si finge un'estranea per cercare di ricucire un rapporto coi figli; il tentativo di estorsione di Gabriele nei confronti della sorella di Daniele, Dora Agosti, e ancora una dura lite tra Karina e la contessa Agosti che vede quest'ultima ferire la ragazza al volto con un attizzatoio, nonché il ricorso di Eugenia al satanismo e alla magia nera per separare Daniele e Karina.
Karina, travolta da tutte queste circostanze e delusa da Daniele, che ingannato da Eugenia pensa di aspettare un figlio dalla donna, lascia Milano e si trasferisce a Roma dove inizia una relazione con Alessandro, ma alla fine si riavvicinerà al primo amore e sposerà Daniele.

## Trasmissione
Inizialmente il titolo della telenovela doveva essere La felicità non si compra: così la annunciò la Castro, a pochi giorni dalla messa in onda, dagli schermi di Canale 5 durante la premiazione dei Telegatti nel maggio 1985. All'ultimo la programmazione venne invece rimandata e la telenovela partì solo nel settembre 1985 con il titolo Felicità... dove sei.